# Lewis Moody
Lewis Walton Moody (Ascot, 12 de junio de 1978) es un ex–jugador británico de rugby que se desempeña como ala.

## Selección nacional
Fue convocado al XV de la Rosa por primera vez en junio de 2001 por la gira de ese año y jugó 10 años con el equipo nacional. En total disputó 71 partidos y marcó 45 puntos, productos de nueve tries.

### Participaciones en Copas del Mundo
Participó de los Mundiales de Australia 2003 resultando campeón ante los Wallabies, Francia 2007 donde pese a que el equipo no brilló, alcanzó nuevamente la final y cayó ante los Springboks. Se retiró de su seleccionado en Nueva Zelanda 2011 donde fue el capitán del equipo y este fue eliminado por Les Bleus en los cuartos de final.
| Mundial                       | Sede          | Resultado        | PJ | Tries |
| ----------------------------- | ------------- | ---------------- | -- | ----- |
| Copa Mundial de Rugby de 2003 | Australia     | Campeón          | 7  | 1     |
| Copa Mundial de Rugby de 2007 | Francia       | Subcampeón       | 7  | 0     |
| Copa Mundial de Rugby de 2011 | Nueva Zelanda | Cuartos de final | 4  | 0     |

### Leones Británicos
Los British and Irish Lions, a cargo de Clive Woodward, lo seleccionaron para disputar la Gira a Nueva Zelanda 2005. Moody jugó los tres test matches contra los All Blacks y les marcó un try en el último partido, sin embargo el tour está considerado el peor de la historia porque los Lions fueron destrozados 3–0; perdieron todos los partidos por 20 puntos, estuvieron débiles en la defensa y se los vio muy desordenados tácticamente.

## Palmarés
- Campeón del Torneo de las Seis Naciones de 2001 y 2003.
- Campeón de la Copa de Campeones de 2000–01 y 2001–02.
- Campeón de la Premiership Rugby de 1998–99, 1999–00, 2000–01, 2001–02, 2006–07, 2008–09, 2009–10, 2012–13.
- Campeón de la Anglo-Welsh Cup de 1997 y 2007.